# Agostino Bellandi
Agostino Bellandi (Castelfranco di Sotto, 12 gennaio 1907 – San Miniato, 11 agosto 1945) è stato un ciclista su strada italiano, professionista e indipendente dal 1931 al 1934.

## Palmarès
- 1930 (dilettanti)

Giro del Casentino
- 1931 (individuale, una vittoria)

Bassano-Monte Grappa

## Piazzamenti

### Grandi Giri
- Giro d'Italia

1932: 15º

### Classiche monumento
- Milano-Sanremo

1932: 9º
1933: 23
1934: 59º
- Giro di Lombardia

1931: 7º
1932: 15º
1933: 43º